# Nam nữ học chung
Nam nữ học chung hay nam nữ đồng giáo (Co-education) là giáo dục hợp nhất có nam và nữ cùng học chung với nhau trong các cơ sở học đường. Tình trạng ngược lại thì được gọi là giáo dục phân giới tính hay giáo dục đơn giới tính (single-sex education). Đa số các học viện giáo dục bậc cao xưa thường giới hạn ghi danh theo đơn giới tính một giai đoạn nào đó trong lịch sử của mình, và rồi thay đổi chính sách để trở thành đồng giáo dục.
Co-ed là hình thức viết tắt của tĩnh từ co-educational trong tiếng Anh, và từ co-ed cũng đôi khi được dùng tại Hoa Kỳ như danh từ để chỉ một nữ sinh viên đại học. Từ này cũng thường được dùng để diễn tả một tình trạng mà trong đó cả hai giới tính được họp lại trong bất cứ hình thức nào. Thí dụ câu "The team is co-ed" có nghĩa là đội này có cả nam và nữ.

## Nam nữ đồng giáo tại Việt Nam
Trước năm 1975 ở miền Nam Việt Nam có một số trường học là đơn giới tính, nhất là ở các khu vực thành thị và tỉnh lị. Điều đó có thể còn được nghe và thấy khi các trường hiện giờ vẫn còn được người dân địa phương, nhất là người già vẫn quen gọi là "trường nam" hoặc "trường nữ" để chỉ một số cơ sở trước kia là trường học đơn giới tính, thậm chí có các cơ sở không còn là trường học. Thí dụ như người Vĩnh Long vẫn còn nhắc đến "trường nữ" để chỉ địa điểm của Trường Nữ Tiểu học Cộng đồng Vĩnh Long xưa kia giờ là một cơ sở của Sở Giáo dục Đào tạo Vĩnh Long.
Ở Thành phố Hồ Chí Minh mà trước đây là Sài Gòn có các trường nữ trung học và trường nam trung học như: trường Nữ Trung học Gia Long, trường Nữ Trung học Trưng Vương, trường Trung học Petrus Ký. Đa số các trường học ở thành phố và tỉnh lị khắp miền Nam trước năm 1975 mở cho cả nam và nữ cùng học chung một trường nhưng các lớp học lại là đơn giới tính (lớp học toàn nam hoặc lớp học toàn nữ).
Từ năm 1975 đến nay, trên toàn quốc tất cả các ngành, các cấp giáo dục và trường học đều là đồng giáo dục.

## Nam nữ đồng giáo tại Vương quốc Anh
Tại Vương quốc Anh, đa số trường học ngày nay là đồng giáo dục. Tại Anh, trường nội trú nam nữ đồng giáo công lập đầu tiên là Trường Bedales được John Haden Badley thành lập năm 1893 và trở thành đồng giáo dục từ năm 1898. Học viện Dollar ở Scotland tự nhận là trường nội trú nam nữ đồng giáo đầu tiên ở Vương quốc Anh (năm 1818). Nhiều trường đơn giới tính trước đây bắt đầu nhận cả hai giới tính trong những thập niên qua; thí dụ, Cao đẳng Clifton bắt đầu nhận nữ vào năm 1987.

## Nam nữ đồng giáo tại Hoa Kỳ
Học viện giáo dục bậc cao nam nữ đồng giáo đầu tiên tại Hoa Kỳ là Cao đẳng Franklin và Marshall College ở Lancaster, Pennsylvania được thiết lập năm 1787. Lớp ghi danh đầu tiên năm 1787 gồm có 78 nam và 36 nữ sinh viên. Trong số các nữ sinh viên là Rebecca Gratz một nữ sinh viên Do Thái đầu tiên tại Hoa Kỳ. Tuy nhiên, trường bắt đầu gặp khó khăn về tài chánh và khi mở cửa trở lại thì trở thành học viện toàn nam. Nó lại trở thành đồng giáo dục vào năm 1969 với tên hiện thời là Cao đẳng Franklin và Marshall.
Trường nam nữ đồng giáo hoạt động dài nhất và liên tục tại Hoa Kỳ là Cao đẳng Oberlin ở Oberlin, Ohio được thành lập vào năm 1833. Bốn phụ nữ đầu tiên có bằng cử nhân tại Hoa Kỳ đã nhận chúng tại Oberlin năm 1841. Sau này vào năm 1862, người phụ nữ Mỹ gốc châu Phi đầu tiên nhận được bằng cử nhân (Mary Jane Patterson) cũng đã nhận nó từ Cao đẳng Oberlin.
Đại học Iowa trở thành đại học tiểu bang và đại học công lập đầu tiên tại Hoa Kỳ nhận phụ nữ và gần như phần lớn thế kỷ tiếp theo, các đại học công lập và đại học sử dụng đất công nói riêng đã dẫn đường trong giáo dục bậc cao nam nữ đồng giáo. Nhiều đại học nam nữ đồng giáo khác trước đó, đặc biệt phía tây sông Mississippi là trường tư như Cao đẳng Carleton (1866), Đại học Cơ Đốc hữu Texas (1873), và Đại học Stanford (1891).
Cùng lúc đó, theo Irene Harwarth, Mindi Maline, và Elizabeth DeBra, "Các trường cao đẳng của nữ tại Hoa Kỳ được thành lập trong nữa và cuối thế kỷ 19 để đáp ứng nhu cầu giáo dục bậc cao cho phụ nữ ở một thời điểm khi họ không được phép nhập học tại đa số các học viện giáo dục cấp cao"  Lưu trữ ngày 15 tháng 8 năm 2006 tại Wayback Machine. Một thí dụ đáng ghi nhớ là Thất Tỉ Muội (Seven Sisters) là bảy trường cao đẳng có thanh thế. Một trong bảy trường là Cao đẳng Vassar hiện nay là đồng giáo dục và Cao đẳng Radcliffe đã nhập vào Đại học Harvard. Cao đẳng Wellesley, Cao đẳng Smith, Cao đẳng Mount Holyoke, Cao đẳng Bryn Mawr, và Cao đẳng Barnard vẫn còn là cao đẳng dành cho phụ nữ.
Các cao đẳng phụ nữ nổi bật khác mà nay đã thành đồng giáo dục bao gồm Cao đẳng nữ Ohio Wesleyan tại Ohio, Cao đẳng Skidmore, Cao đẳng Wells, và Cao đẳng Sarah Lawrence tại bang New York, Cao đẳng Goucher tại Maryland và Cao đẳng Connecticut.
Trong tiếng lóng ở Hoa Kỳ, "Coed" là một thuật từ không chính thức nhưng ngày càng phổ biến dùng để chỉ một nữ sinh viên học ở một trường cao đẳng hoặc đại học mà trước đây dành riêng cho nam.

## Nam nữ đồng giáo tại Canada

### Năm các học viện giáo dục Canada trở thành đồng giáo dục
| 1884 | Đại học McGill                    |
| 1980 | Cao đẳng Quân sự Hoàng gia Canada |

## Nam nữ đồng giáo tại Trung Hoa Lục địa
Học viện giáo dục bậc cao nam nữ đồng giáo đầu tiên ở Trung Hoa là Trường Cao đẳng Sư phạm Nam Kinh (南京高等師範學校) mà sau này đổi tên thành Đại học Công lập Đông Nam (國立東南大學) năm 1928 và Đại học Nam Kinh năm 1949. Khoảng hàng ngàn năm tại Trung Hoa, giáo dục, nhất là giáo dục bậc cao, là ưu tiên cho nam. Trong thập niên 1910 các trường đại học nữ đã được thiết lập như Đại học nữ Kim Lăng (金陵女子大學) và Cao đẳng nữ Sư phạm Bắc Kinh (北京女子高等學校) nhưng nam nữ đồng giáo vẫn bị cấm đoán.
Đào Hạnh Tri, người chủ trương đồng giáo dục của Trung Hoa đề nghị "Quy định kiểm tra dành cho phụ nữ" (規定女子旁聽法案) trong cuộc họp của Trường Cao đẳng Sư phạm Nam Kinh (南京高等師範學校) được tổ chức vào ngày 7 tháng 12 năm 1919. Ông cũng đề nghị trường đại học tuyển nữ sinh viên. Ý tưởng này được chủ tịch Quách Bỉnh Văn (郭秉文), giám đốc khoa Lưu Bá Minh (劉伯明), và các giáo sư danh tiếng như Lục Chí Di ủng hộ nhưng bị nhiều người nổi tiếng thời đó phản đối. Cuộc họp thông qua quy định và quyết định tuyển nữ sinh viên vào năm sau. Trường Cao đẳng Sư phạm Nam Kinh ghi danh tám nữ sinh viên Trung Hoa đồng giáo dục năm 1920. Trong năm đó, Đại học Bắc Kinh cũng bắt đầu cho phép nữ sinh viên dự thính các lớp học. Một trong các nữ sinh viên nổi bật nhất vào thời đó là Ngô Kiện Hùng, sau này trở thành nhà vật lý chuyên về phóng xạ của Hoa Kỳ.
Năm 1949, Cộng hòa Nhân dân Trung Hoa ra đời. Chính phủ Cộng hòa Nhân dân Trung Hoa cung cấp cơ hội bình đẳng về giáo dục kể từ đó, và tất cả các trường học và đại học trở thành đồng giáo dục. Tuy nhiên, những năm vừa qua, nhiều trường học dành cho nữ và/hay đơn giới tính lại bắt đầu xuất hiện vì những nhu cầu huấn nghệ đặc biệt nhưng quyền bình đẳng giáo dục vẫn còn áp dụng cho tất cả công dân.

## Nam nữ đồng giáo tại Hồng Kông
Cao đẳng Đồng Giáo dục St. Paul là trường trung học nam nữ đồng giáo đầu tiên tại Hồng Kông. Nó được thành lập vào năm 1915 với tên gọi Cao đẳng nữ St. Paul. Vào cuối Chiến tranh thế giới thứ hai nó tạm thời nhập với Cao đẳng St. Paul là một trường dành cho nam. Khi các lớp học của Cao đẳng St. Paul mở cửa trở lại, nó tiếp tục là nam nữ đồng giáo và đổi tên thành như bây giờ.